# 当曲卡镇
当曲卡镇（藏語：འདམ་ཆུ་ཁ།，威利转写：'dam chu kha）是中国西藏自治区拉萨市当雄县下辖的一个镇。

## 行政区划
当曲卡镇下辖以下地区：
当曲社区和曲登社区。